# Sonorolux fluminis
Sonorolux fluminis és una espècie de peix de la família dels esciènids i de l'ordre dels perciformes.

## Morfologia
- Els mascles poden assolir 8 cm de longitud total.[4][5]

## Hàbitat
És un peix de clima tropical i bentopelàgic.

## Distribució geogràfica
Es troba a Sarawak (Borneo).

## Observacions
És inofensiu per als humans.